# Pertyia
Pertyia is een kevergeslacht uit de familie van de boktorren (Cerambycidae). De wetenschappelijke naam van het geslacht werd voor het eerst geldig gepubliceerd in 1922 door Per Olof Christopher Aurivillius.
Het geslacht is genoemd naar Maximilian Perty, die (volgens Aurivillius) reeds in 1830 de soort Mesosa sericea had beschreven. Aurivillius koos die als typesoort van het nieuwe geslacht Pertyia.

## Soorten
Pertyia is monotypisch en omvat slechts de volgende soort:
- Pertyia sericea (Perty, 1832)